# Cultura da Namíbia
A cultura da Namíbia baseia-se em dois grupos diferentes: a cultura nativa, caracterizada por uma tradição oral e a cultura dos imigrantes, principalmente alemães.